# Station Guimiliau
Station Guimiliau is een spoorweghalte in de Franse gemeente Guimiliau. Zij wordt bediend door treinen van het netwerk TER Bretagne op het traject Brest - Morlaix.